# Кирнасівська селищна рада
Кирна́сівська се́лищна ра́да — адміністративно-територіальна одиниця та орган місцевого самоврядування в Тульчинському районі Вінницької області. Адміністративний центр — селище міського типу Кирнасівка.

## Загальні відомості
Кирнасівська селищна рада утворена в 1939 році.
- Територія ради: 6,58 км²
- Населення ради: 5 603 особи (станом на 2001 рік)
- Водоймища на території, підпорядкованій даній раді: річка Козериха

## Населені пункти
Селищній раді підпорядковані населені пункти:
- смт Кирнасівка
- с-ще Маркове

## Склад ради
Рада складається з 30 депутатів та голови.
- Голова ради: Процишин Василь Павлович
- Секретар ради: Процишина Тамара Василівна

### Керівний склад попередніх скликань
| Прізвище, ім'я, по батькові | Основні відомості                                                              | Дата обрання | Дата звільнення |
| --------------------------- | ------------------------------------------------------------------------------ | ------------ | --------------- |
| Подунай Валентина Антонівна | Селищний голова, 1965 року народження, позапартійна                            | 26.03.2006   | 31.10.2010      |
| Процишин Василь Павлович    | Селищний голова, 1949 року народження, освіта середня спеціальна, безпартійний | 31.10.2010   |                 |

Примітка: таблиця складена за даними сайту Верховної Ради України

### Депутати
За результатами місцевих виборів 2010 року депутатами ради стали:

#### За суб'єктами висування
| Суб'єкт висування                     | Кількість обраних депутатів | %    |
| ------------------------------------- | --------------------------- | ---- |
| Самовисування                         | 10                          | 33,3 |
| Партія регіонів                       | 9                           | 30   |
| Політична партія Народний Рух України | 9                           | 30   |
| Народна партія                        | 1                           | 3,3  |
| Політична партія «Фронт Змін»         | 1                           | 3,3  |

#### За округами
| № округу                              | Прізвище, ім'я, по батькові       | Дата визнання обраним | Освіта             | Партійна приналежність                        | Відомості про обраного депутата                         |
| ------------------------------------- | --------------------------------- | --------------------- | ------------------ | --------------------------------------------- | ------------------------------------------------------- |
| Народна Партія                        |                                   |                       |                    |                                               |                                                         |
| 2                                     | Меланич Наталія Михайлівна        | 02.11.2010            | середня спеціальна | позапартійна                                  | дошкільний навчальний заклад № 1, бухгалтер             |
| Партія регіонів                       |                                   |                       |                    |                                               |                                                         |
| 7                                     | Северин Микола Михайлович         | 02.11.2010            | середня спеціальна | позапартійний                                 | ТОВ "Едельвейс, охоронник                               |
| 10                                    | Гончар Галина Василівна           | 02.11.2010            | середня спеціальна | позапартійна                                  | Кирнасівська АЗС, оператор                              |
| 12                                    | Процишен Михайло Михайлович       | 02.11.2010            | середня спеціальна | позапартійний                                 | тимчасово не працює                                     |
| 13                                    | Процишина Тамара Василівна        | 02.11.2010            | середня спеціальна | позапартійна                                  | Кирнасівська селищна рада, секретар                     |
| 15                                    | Подоляк Олена Василівна           | 02.11.2010            | вища               | позапартійна                                  | ПСП «Кристал», юрист                                    |
| 18                                    | Сільченко Любов Михайлівна        | 02.11.2010            | середня спеціальна | член Партії регіонів                          | пенсіонер                                               |
| 19                                    | Миронишен Роман Анатолійович      | 02.11.2010            | вища               | позапартійний                                 | приватний підприємець                                   |
| 21                                    | Наляжна Олена Іванівна            | 02.11.2010            | вища               | позапартійна                                  | пенсіонер                                               |
| 26                                    | Юшчишин Наталія Михайлівна        | 02.11.2010            | вища               | член Партії регіонів                          | дошкільний навчальний заклад № 1, завідувачка           |
| Політична партія Народний Рух України |                                   |                       |                    |                                               |                                                         |
| 8                                     | Цюпа Лідія Мирославівна           | 02.11.2010            | вища               | позапартійна                                  | ТОВ «Газовик», бухгалтер                                |
| 9                                     | Жорновецька Валентина Іванівна    | 02.11.2010            | вища               | позапартійна                                  | Кирнасівська загальноосвітня школа І-ІІІ ст., вчитель   |
| 16                                    | Іванюк Василь Михайлович          | 02.11.2010            | середня спеціальна | позапартійний                                 | тимчасово не працює                                     |
| 20                                    | Білий Микола Васильович           | 02.11.2010            | вища               | позапартійний                                 | Кирнасівська загальноосвітня школа І-ІІІ ст., завгосп   |
| 22                                    | Юрченко Ігор Васильович           | 02.11.2010            | вища               | позапартійний                                 | ТОВ «Діана», майстер                                    |
| 24                                    | Нечитайло Валентина Олександрівна | 02.11.2010            | середня спеціальна | позапартійна                                  | дошкільний навчальний заклад № 1, вихователь            |
| 25                                    | Прицишин Тетяна Іванівна          | 02.11.2010            | середня спеціальна | позапартійна                                  | Кирнасівська загальноосвітня школа І-ІІ ст., вчитель    |
| 27                                    | Ватаманіца Світлана Павлівна      | 02.11.2010            | середня спеціальна | позапартійна                                  | Кирнасівська лікарня, фельдшер швидкої допомоги         |
| 28                                    | Савлук Людмила Василівна          | 02.11.2010            | вища               | позапартійна                                  | дошкільний навчальний заклад № 1, вихователь            |
| Політична партія «Фронт Змін»         |                                   |                       |                    |                                               |                                                         |
| 29                                    | Гаванко Олександр Миколайович     | 02.11.2010            | середня спеціальна | член Політичної партії «Фронт Змін»           | тимчасово не працює                                     |
| Самовисування                         |                                   |                       |                    |                                               |                                                         |
| 1                                     | Шагін Іван Дмитрович              | 02.11.2010            | середня спеціальна | член Всеукраїнського об'єднання «Батьківщина» | пенсіонер                                               |
| 3                                     | Ломажук Олена Михайлівна          | 02.11.2010            | середня спеціальна | позапартійна                                  | Кирнасівська селищна рада, головний бухгалтер           |
| 4                                     | Лейбак Тетяна Степанівна          | 02.11.2010            | середня спеціальна | позапартійна                                  | Кирнасівська лікарня, фельдшер                          |
| 5                                     | Таратунський Василь Платонович    | 02.11.2010            | вища               | позапартійний                                 | птахокомбінат Тульчинський, керівник птахо підприємства |
| 6                                     | Таратунський Василь Васильович    | 02.11.2010            | вища               | позапартійний                                 | ТОВ «Едельвейс», заступник директора                    |
| 11                                    | Квасюк Василь Михайлович          | 02.11.2010            | середня спеціальна | позапартійний                                 | Кирнасівське лісництво, лісник                          |
| 14                                    | Гоменюк Ірина Миколаївна          | 02.11.2010            | вища               | член Всеукраїнського об'єднання «Батьківщина» | Кирнасівська селищна рада, секретар                     |
| 17                                    | Танцюра Руслан Григорович         | 02.11.2010            | середня спеціальна | позапартійний                                 | Кирнасівська лікарня, фельдшер швидкої допомоги         |
| 23                                    | Чорний Богдан В'ячеславович       | 02.11.2010            | вища               | позапартійний                                 | Кирнасівська лікарня, лікар                             |
| 30                                    | Долішній Василь Васильович        | 02.11.2010            | середня спеціальна | позапартійний                                 | ТОВ «Едельвейс», бригадир                               |